# テアトル弘前
テアトル弘前（テアトルひろさき）は、かつて青森県弘前市桶屋町5 グランドパレス2号館1階にあった映画館。
1975年（昭和50年）に開館し、2024年（令和6年）に閉館した。閉館時点では東北地方唯一の成人映画館であり、64席の1スクリーンを有した。経営は有限会社アプリー商事。

## 歴史

### 開館

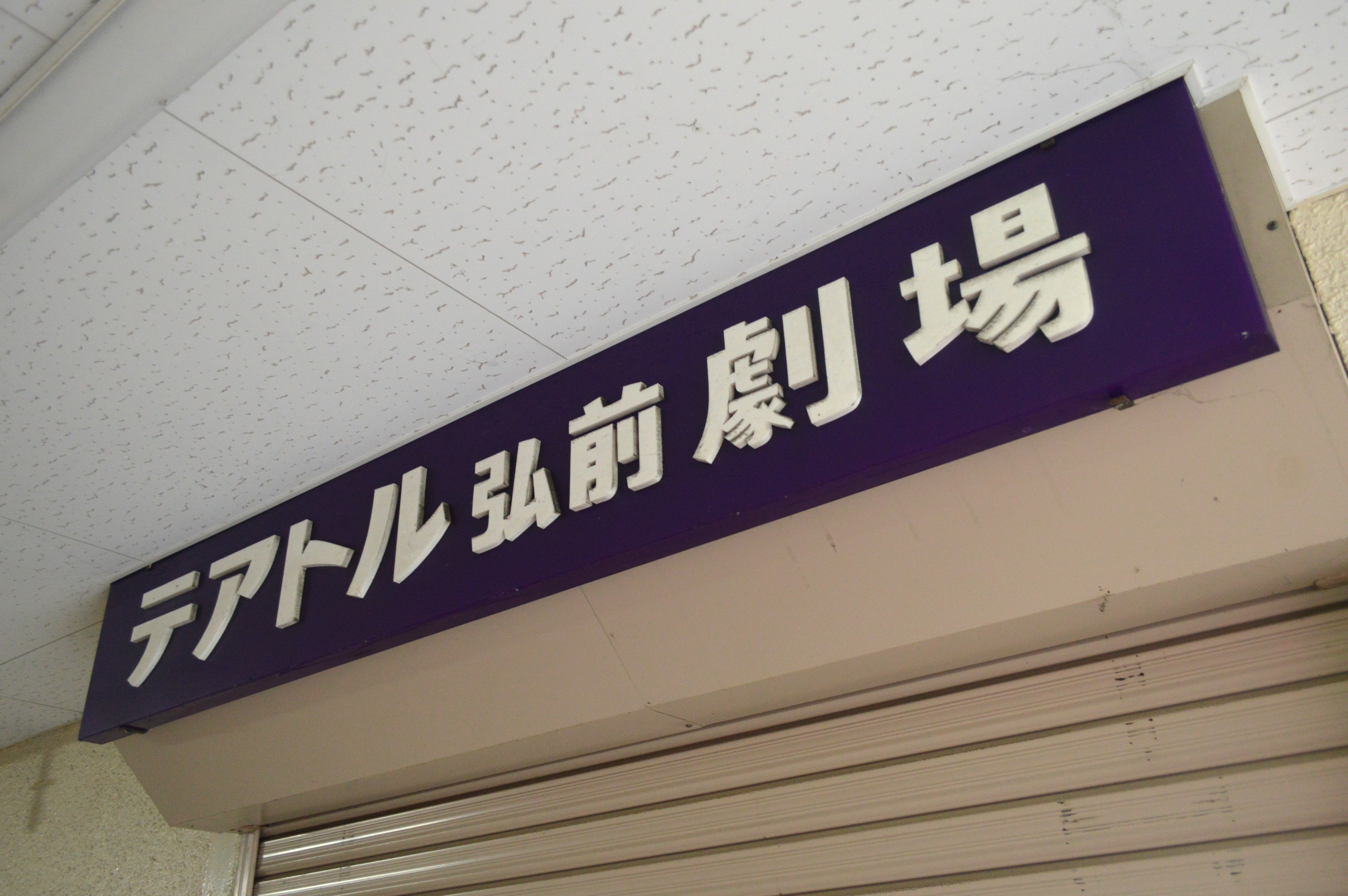
入口の館名看板

1974年（昭和49年）に弘前市桶屋町の弘前ニュー東映が閉館すると、1975年（昭和50年）には跡地に飲食店ビルが建てられ、1階の一角にテアトル弘前が開館した。1978年（昭和53年）時点では62席を有する洋画の上映館だった。

### 開館後の動向
1985年（昭和60年）時点の弘前市には、テアトル弘前の他に弘前東映劇場（百石町、東興映画）、弘前松竹・弘前オリオン座（元寺町、日乃出興行）、弘前スカラ座・弘前東宝劇場（元寺町、日乃出興行）、弘前宝塚劇場（駅前町、山青商事）、弘前駅前日活劇場（駅前町、佐々木富五郎）、弘前ミラノ座（鍛治町、明治屋会館）、弘前ニューミラノ（本町、明治屋会館）の計10館の映画館があった。
1994年（平成6年）9月には6スクリーンを有するシネコンのワーナー・マイカル・シネマズ弘前（WMC、現在のイオンシネマ弘前）が開館し、弘前市の既存興行館は相次いで閉館していった。2001年（平成13年）にはミニシアター系作品を上映していた弘前マリオン劇場が閉館し、弘前市の映画館はテアトル弘前とWMCの2施設のみとなった。

### 閉館とその後
厳しい経営が続いたため、2024年（令和6年）3月22日をもって閉館した。2025年（令和7年）4月10日、テアトル弘前の施設を用いて「ニューテアトル弘前」が開業した。常設のカフェ&バー、映画上映スペースなどからなる。

## 利用案内
弘前市の中心繁華街である鍛治町に近い桶屋町にある。弘南鉄道大鰐線中央弘前駅から徒歩10分。
入場料は大人1600円、シニア・学生1300円（2020年時点）。営業時間は10時50分から22時50分（2018年時点）。2021年（令和3年）11月からは火曜日が定休日。